# Центар Жупа
Центар Жупа (мкд. Центар Жупа, раније Вапа) је насеље у Северној Македонији, у западном делу државе. Центар Жупа је седиште и највеће насеље истоимене општине Центар Жупа.

## Географија
Насеље Центар Жупа је смештено у крајњем западном делу Северне Македоније, близу државне границе са Албанијом (5 km западно). Од најближег већег града, Дебра, насеље је удаљено 18 km јужно.
Рељеф: Центар Жупа се налази у области Жупа, на западним падинама планине Стогово. Источно од насеља се налази главно било планине, док се западно тло спушта у долину Црног Дрима, која је у ово делу преграђена, па је ту образовано вештачко Дебарско језеро. Надморска висина насеља је приближно 740 метара.
Клима у насељу је планинска због знатне надморске висине.

## Становништво
По попису становништва из 2002. године Центар Жупа је имао 800 становника.
Претежно становништво у насељу чине Турци, тачније Торбеши (89%), а у мањини су етнички Македонци (10%).
Већинска вероисповест у насељу је ислам.